# Gan Leummi Rosh HaNiqra
Gan Leummi Rosh HaNiqra (hebreiska: גן לאומי ראש הנקרה) är en nationalpark i Israel. Den ligger i distriktet Norra distriktet, i den norra delen av landet.